# Sutherland Shire
Koordinaten: 34° 2′ S, 151° 3′ O

Sutherland Shire ist ein lokales Verwaltungsgebiet (LGA) im australischen Bundesstaat New South Wales. Sutherland gehört zur Metropole Sydney, der Hauptstadt von New South Wales. Das Gebiet ist 333,593 km² und hat etwa 230.000 Einwohner.
Sutherland liegt südlich der Botany Bay am Südostrand von Sydney an der Pazifikküste und ist etwa 20 bis 35 km vom Stadtzentrum entfernt. Das Gebiet beinhaltet 45 Stadtteile: Alfords Point, Bangor, Barden Ridge, Bonnet Bay, Bundeena, Burraneer, Caringbah, Caringbah South, Como, Cronulla, Dolans Bay, Engadine, Grays Point, Greenhills Beach, Gymea, Gymea Bay, Heathcote, Illawong, Jannali, Kangaroo Point, Kareela, Kirrawee, Kurnell, Lilli Pilli, Loftus, Lucas Heights, Maianbar, Menai, Miranda, Port Hacking, Royal National Park, Sandy Point, Sutherland, Sylvania, Sylvania Waters, Taren Point, Waterfall, Woolooware, Woronora, Woronora Heights, Yarrawarrah und Yowie Bay sowie Teile von Holsworthy, Oyster Bay und Woronora Dam. Der Verwaltungssitz des Councils befindet sich im Stadtteil Sutherland im Norden der LGA.

## Verwaltung
Der Sutherland Shire Council hat 15 Mitglieder, die von den Bewohnern der fünf Wards gewählt werden (je drei aus den Wards A bis E). Diese fünf Bezirke sind unabhängig von den Stadtteilen festgelegt. Aus dem Kreis der Councillor rekrutiert sich auch der Mayor (Bürgermeister) des Councils.